# NN-297
La carretera NN‑297 es una vía departamental secundaria ubicada en el municipio de Paiwas, en la Región Autónoma de la Costa Caribe Sur de Nicaragua. Conecta la comunidad de Wilikón con la zona de Wasayamba, sirviendo como una vía de acceso clave para las comunidades rurales de esta región. La carretera tiene una longitud de 6.36 kilómetros y fue inaugurada en 2024 como parte del plan de desarrollo vial del Caribe nicaragüense.

## Trazado y cruces
La siguiente tabla muestra su recorrido, localidades y principales conexiones:
| km   | Localidad                  | Departamento | Conexión / Ruta |
| ---- | -------------------------- | ------------ | --------------- |
| 0.0  | Wilikón                    | RACCS        |                 |
| 3.1  | Comunidad intermedia rural | RACCS        |                 |
| 6.36 | Wasayamba                  | RACCS        |                 |